# Person megye
Person megye az Amerikai Egyesült Államokban, azon belül Észak-Karolina államban található. Megyeszékhelye és legnagyobb városa Roxboro. Lakosainak száma 39 097 fő (2020. április 1.). Person megye Halifax, Granville, Durham, Orange és Caswell megyékkel határos.

## Népesség
A megye népességének változása:
| Lakosok száma | 39 436 | 39 544 | 39 214 | 39 276 | 39 259 | 39 097 |
|               | 2010   | 2011   | 2012   | 2013   | 2015   | 2020   |